# Trinity Church (Boston)

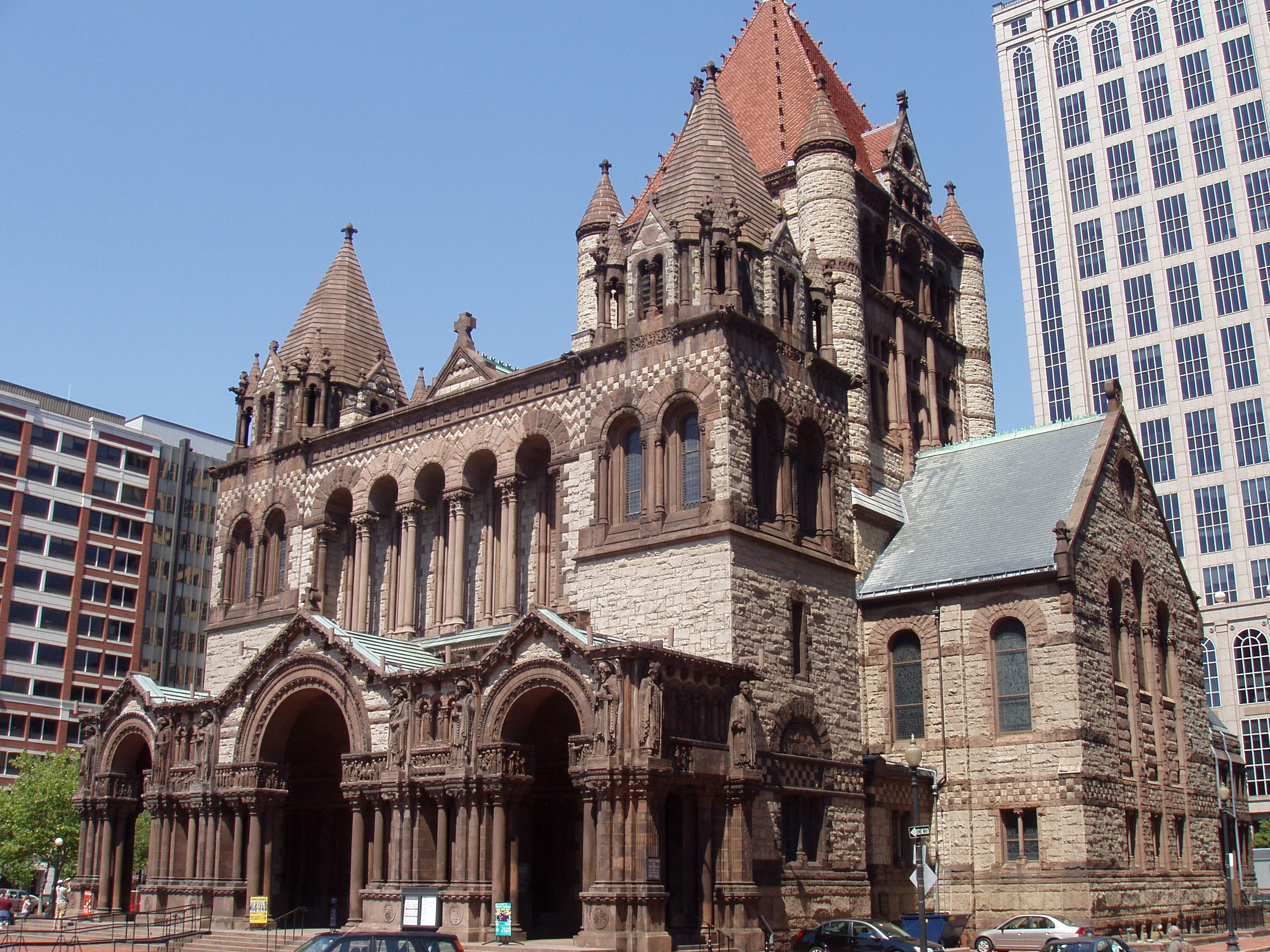
Trinity Church in der City von Boston

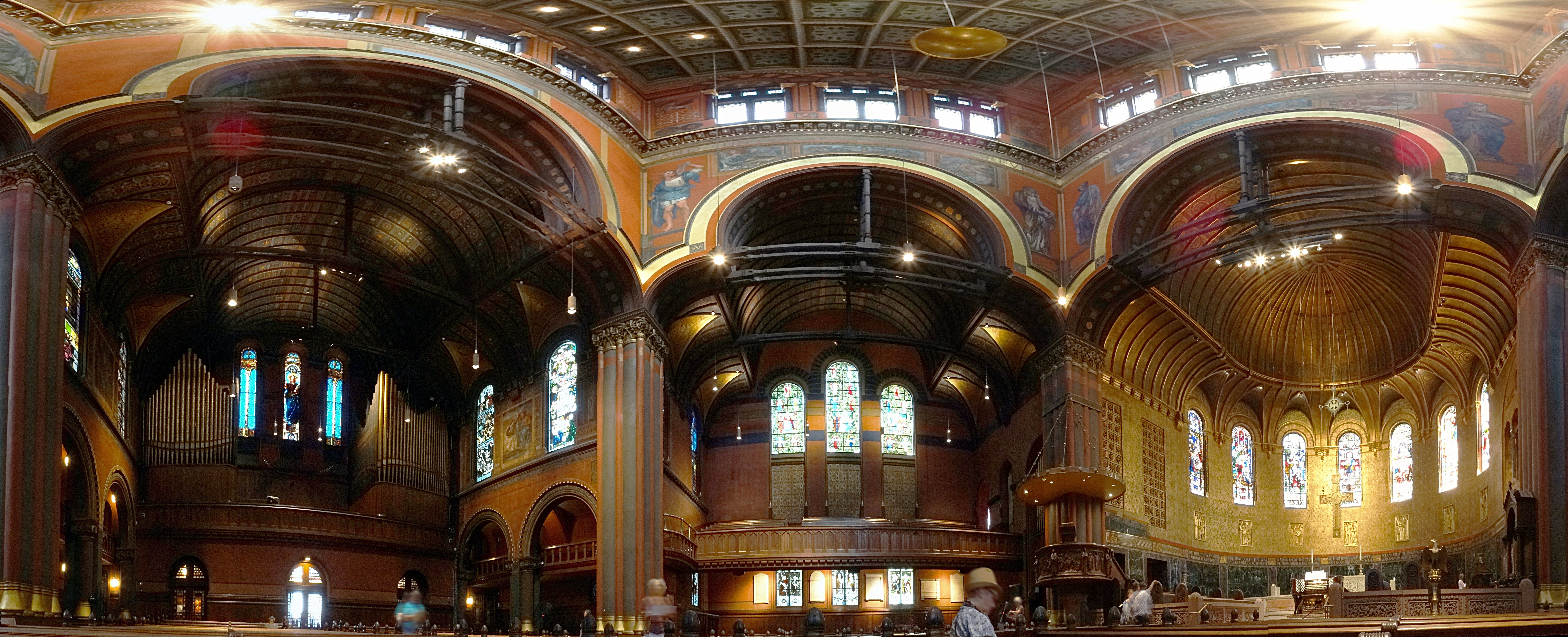
Innenraum-Panorama

Die Trinity Church oder offiziell Trinitiy Church in the City of Boston ist eine Pfarrkirche der Episkopalkirche der Vereinigten Staaten am Copley Square im Stadtteil Back Bay von Boston in Massachusetts. Sie gehört zur Diocese of Massachusetts. Die Pfarrgemeinde umfasst etwa 3000 Haushalte und wurde 1733 gegründet.
Mit der Kirche sind verschiedene Chöre verbunden, darunter Trinity Choir, Trinity Schola, Trinity Choristers und Trinity Chamber Choir.

## Geschichte
Nachdem die damalige Gemeindekirche beim Stadtbrand von 1872 abgebrannt war, wurde unter dem damaligen Pastor Phillips Brooks (1835–1893), einem der bekanntesten und charismatischsten Prediger seiner Zeit, das heutige Bauwerk errichtet. Kirche und Pfarrhaus wurden von Henry Hobson Richardson geplant; der Bau dauerte von 1872 bis 1877, als die Kirche geweiht wurde. Das Bauwerk begründete den Ruhm Richardsons als Architekt und ist der Archetyp des Baustils, der als Richardsonian Romanesque bezeichnet wird. Er zeichnet sich durch ein Flachziegeldach, die Verwendung polychromer, schwerer Steine, schwere Bögen und einen massiven Turm aus. Der Stil wurde schon bald beim Bau einer Reihe von öffentlichen Gebäuden in den Vereinigten Staaten übernommen.

## Gottesdienste

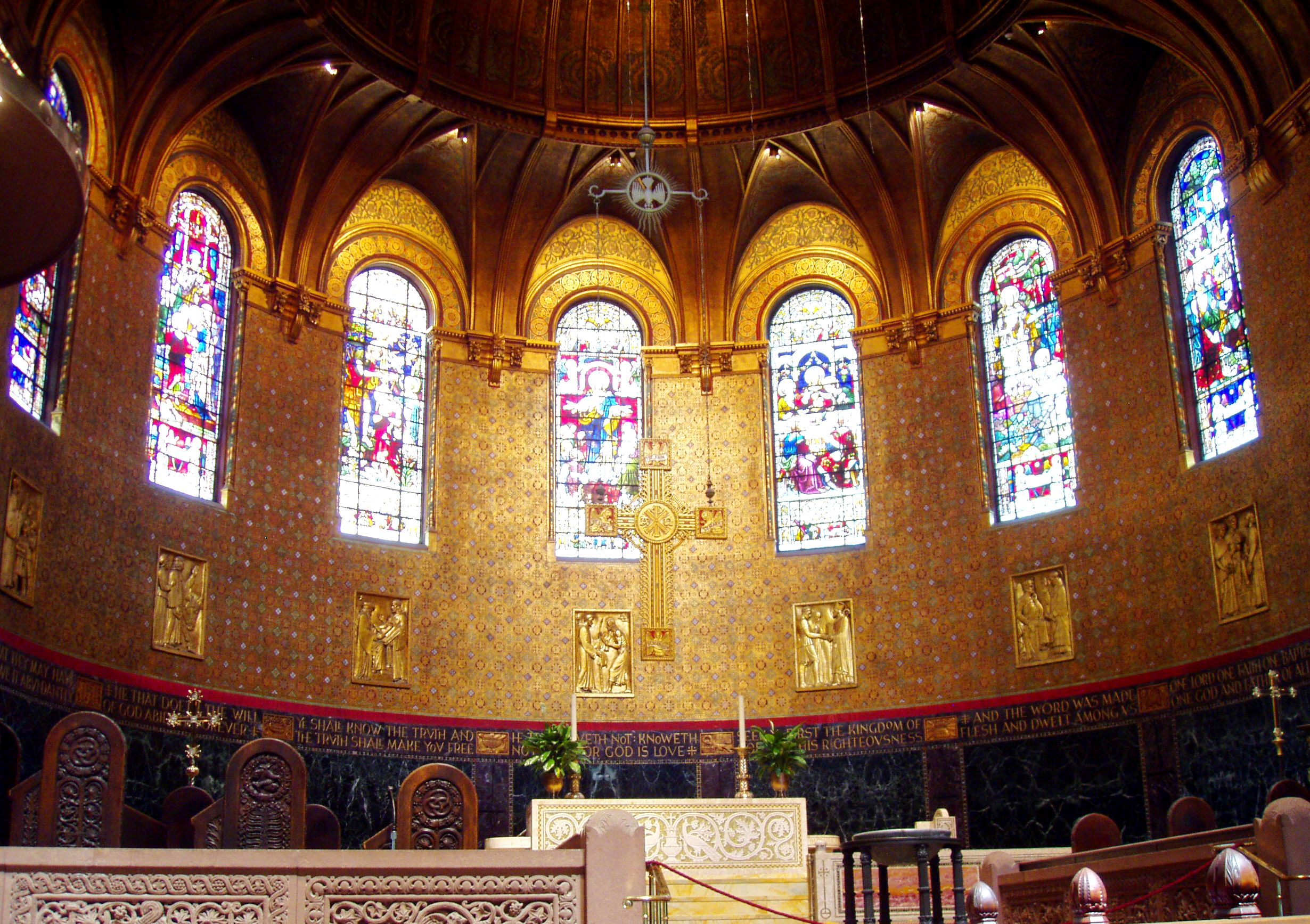
Das Heiligtum der Trinity Church.

In der Trinity Church werden sonntags vier Gottesdienste gehalten. Im Hauptgottesdienst um 11.15 Uhr wird, in Abweichung von der üblichen Praxis in der heutigen Episcopal Church, nur am ersten Sonntag im Monat die Heilige Kommunion gereicht; an den übrigen Sonntagen findet eine seltene Abwandlung des Rite I Morning Prayers mit einer Predigt und extra Anthem statt. Die Gottesdienste an den Wochentagen umfassen das Abendmahl, am Donnerstag findet ein Evensong statt. 
Jedes Jahr im Dezember treten die Chöre der Trinity Church im Rahmen der Candlelight Carols auf. Diese sind in Boston Tradition und werden von Tausenden besucht. Sie warten in langen Schlangen auf dem Copley Square, bis sie eingelassen werden. Das Ereignis basiert auf den Nine Lessons and Carols wie sie im King’s College entwickelt wurden.
In der Trinity Church werden aufgrund ihrer großen Sitzplatzkapazität, der zentralen Lage in Boston und der Identität des Bauwerks als „Bostons Kirche“ zahlreiche besondere Gottesdienste abgehalten, teilweise auch unter Beteiligung verschiedener Religionen (Christen, Juden, Moslems, etwa nach 9/11) sowie eine Reihe von Trauergottesdiensten für Personen des öffentlichen Lebens oder Bischofsweihen.

## Musik

### Chöre
Auch die Chöre der Trinity Church sind feste Bestandteile des öffentlichen Lebens in Boston und tragen zur musikalischen Landschaft der Stadt bei. Der Trinity Choir ist oft auf Konzerttourneen unterwegs und hat eine Reihe von Musikalben aufgenommen. Die Trinity Choristers sind ein Kinderchor, wo Kinder das Musizieren und Singen in der Tradition der Royal School of Church Music lernen.

### Orgeln

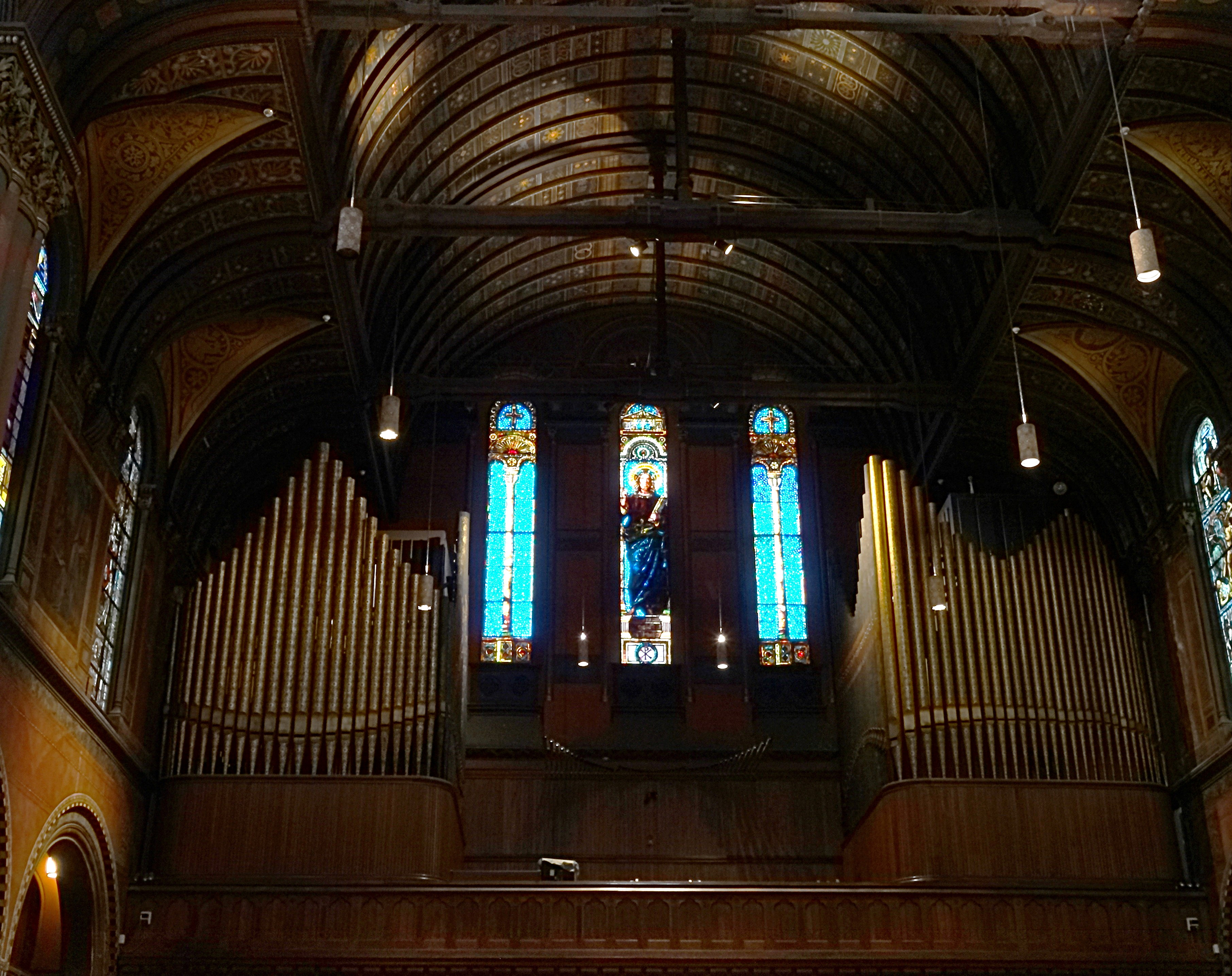
Gallery-Orgel von Hilborne L. Roosevelt

Die ursprüngliche Orgel in der Kirche wurde 1876 von Hilborne L. Roosevelt gebaut. Ihre Anordnung im Altarraum erwies sich musikalisch jedoch als unbefriedigend, weswegen sie in die Galerie verlegt wurde. 1903 wurde durch Hutchings-Votey ein neues Instrument gebaut; dabei wurde ermöglicht, dass die beiden Orgeln von einem einzigen Spieltisch aus gespielt werden konnten. Ernest M. Skinner begann 1924 mit der Überarbeitung beider Orgeln, die sich 1926 praktisch zu einem Neubau der Orgel auf der Galerie ausgeweitet hatte, der Spieltisch im Altarraum war ebenfalls neu. 1960 wurde im Altarraum eine neue Orgel installiert, 1962 die Orgel auf der Galerie umfassend erneuert. Jason McKown modifizierte die Tonlagen des Instruments. Er war viele Jahre für den Unterhalt der Orgeln zuständig.
Jack Steinkampf installierte 1987 eine Reihe horizontaler Pfeifen unter dem westlichen Galeriefenster. Diese wurden zu Ehren von Paul Albert Merrill gestiftet. Ende der 1990er Jahre sorgten Foley-Baker, Inc. für die Reinigung und Überarbeitung beider Orgeln und des gemeinsamen Spieltischs.

## Kunst und Architektur
Der Grundriss der Kirche entspricht einem modifizierten Kreuz, dessen vier Flügel vom Vierungsturm ausgehen; dieser hat eine Höhe von 64 m. Die Kirche steht am Copley Square unweit des John Hancock Tower. Der Bau wurde in der Bostons Back Bay errichtet, was ursprünglich ein Watt war, weswegen das Gebäude auf etwa 4500 Holzstämmen ruht, die neun Meter tief durch Schotter, Schluff und Lehm getrieben wurden.

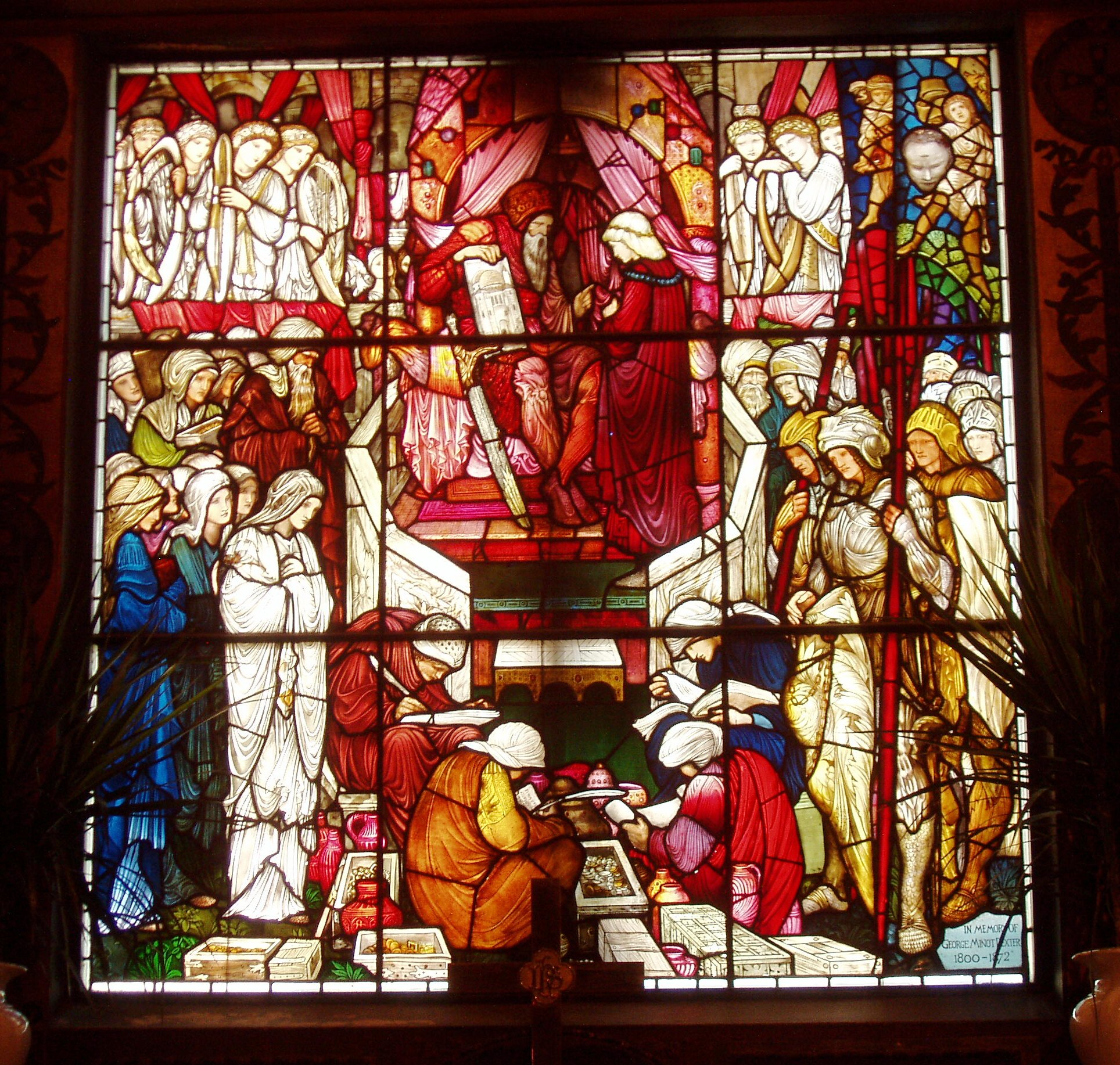
„David's Charge to Solomon“ (1882), ein Buntglasfenster von Edward Burne-Jones und William Morris

Die Wandmalereien, die etwa 2000 m² bedecken, wurden vollständig von US-amerikanischen Künstlern angefertigt. Richardson und Brooks entschieden, dass ein reichhaltig mit Farben versehenes Interieur erforderlich war, und wendeten sich an John La Farge (1835–1910). La Farge hatte zuvor nie einen Auftrag in diesem Umfang erhalten, erkannte jedoch seine Bedeutung und verlangte als Bezahlung nur die Begleichung seiner Kosten. Das Ergebnis begründete seinen Ruf.
Die Fenster der Kirche waren bei der Einweihung nur aus klarem Glas, mit einer Ausnahme, aber schon bald wurden Buntglasfenster eingefügt. Vier der Fenster wurden von Edward Burne-Jones entworfen und von William Morris angefertigt. Weitere vier Fenster wurden später von John La Farge gefertigt und revolutionierten die Gestaltung von Zierverglasungen durch die Verwendung unterschiedlicher Schichten schillernden Glases.
Trinity Church ist die einzige Kirche in den Vereinigten Staaten und das einzige Bauwerk in Boston, das vom American Institute of Architects (AIA) auf die Liste der „Zehn bedeutendsten Bauwerke in den Vereinigten Staaten“ gesetzt wurde. Die Architekten wählten die Kirche 1885 zum wichtigsten Bauwerk des Landes; die Trinity Church ist das einzige Bauwerk der ursprünglichen Liste von 1885, die vom AIA noch auf der aktuellen Liste geführt wird. Die Kirche wurde am 30. Dezember 1970 zu einer National Historic Landmark erklärt.
In der Kirche befinden sich auch Skulpturen von Daniel Chester French und Augustus Saint-Gaudens.

## Galerie

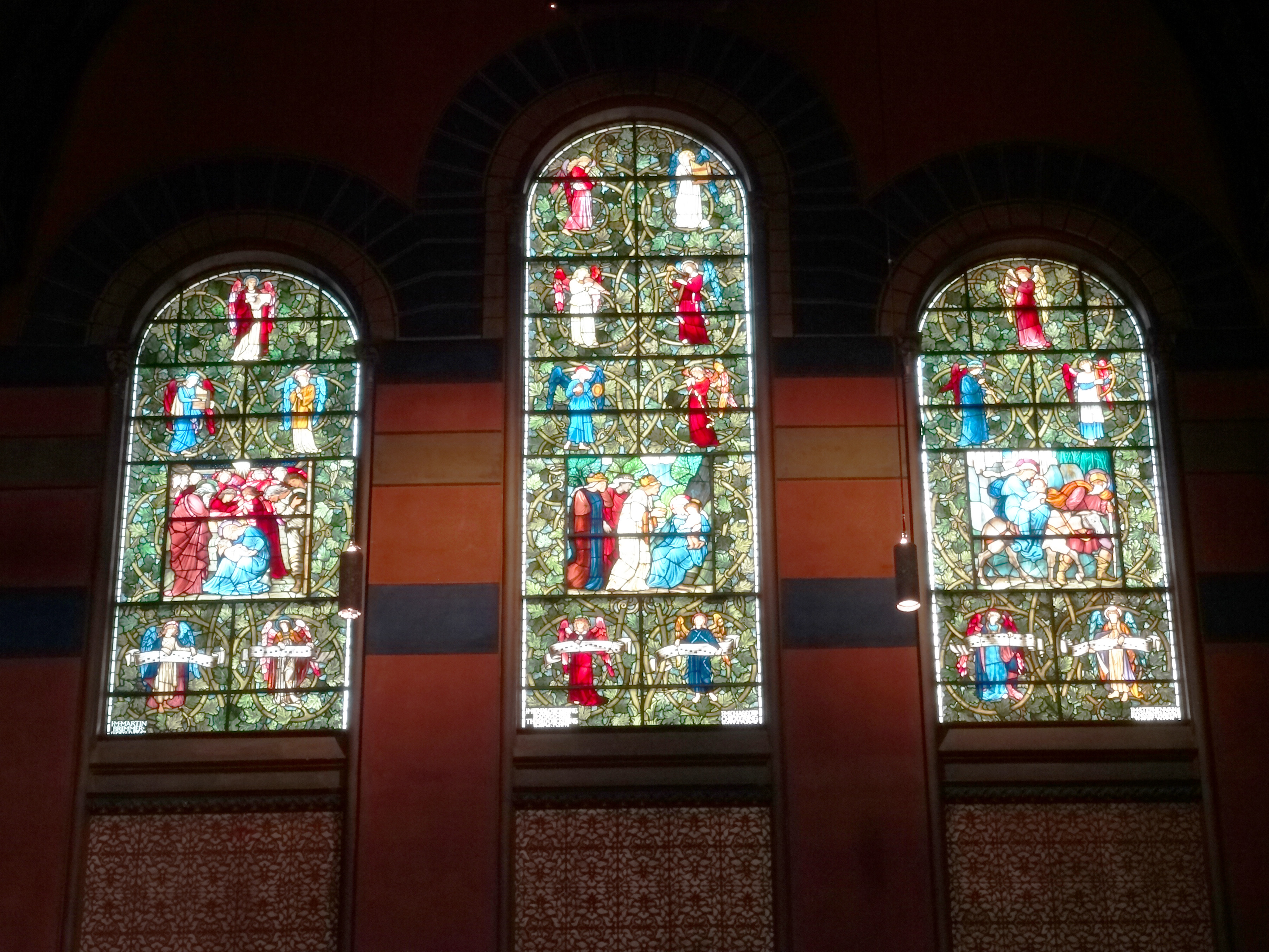
Edward Burne-Jones und William Morris, „Geburt Christi“, 1882
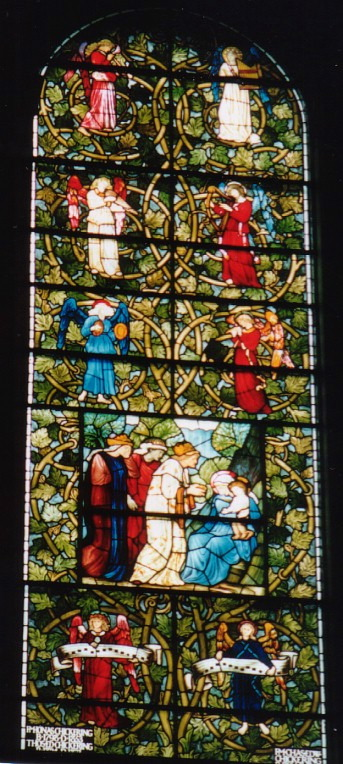
Edward Burne-Jones und William Morris, „Anbetung der Könige“, 1882
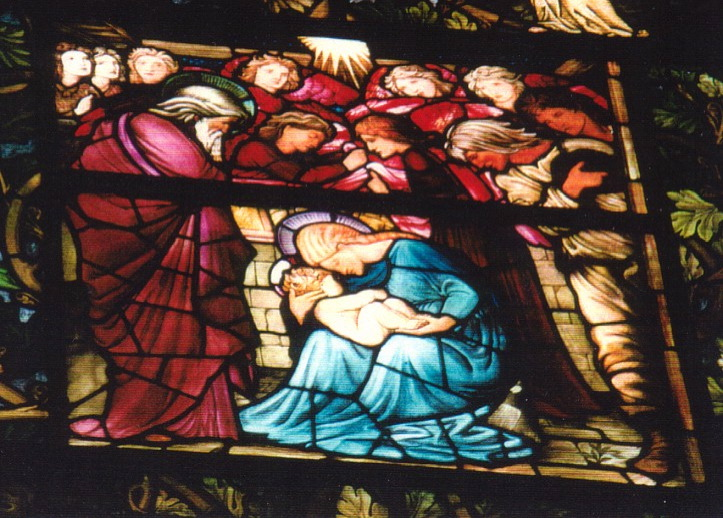
Edward Burne-Jones und William Morris, „Anbetung der Hirten“, 1882
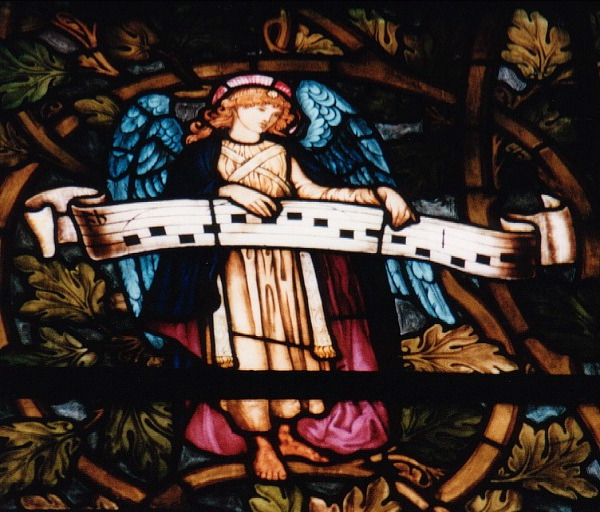
Edward Burne-Jones und William Morris, „Anbetung der Hirten“, 1882 (Detail)
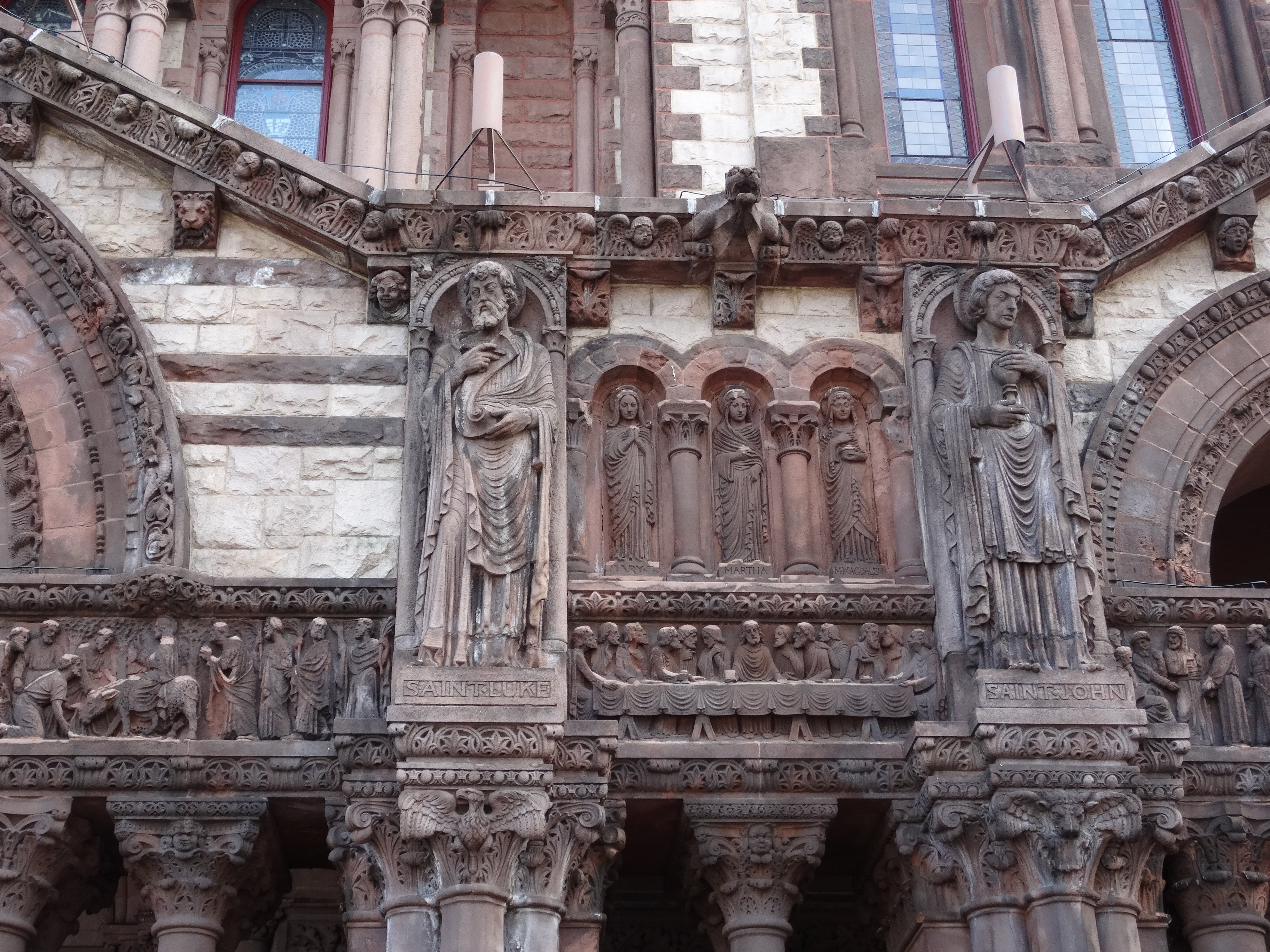
Details über dem Portal
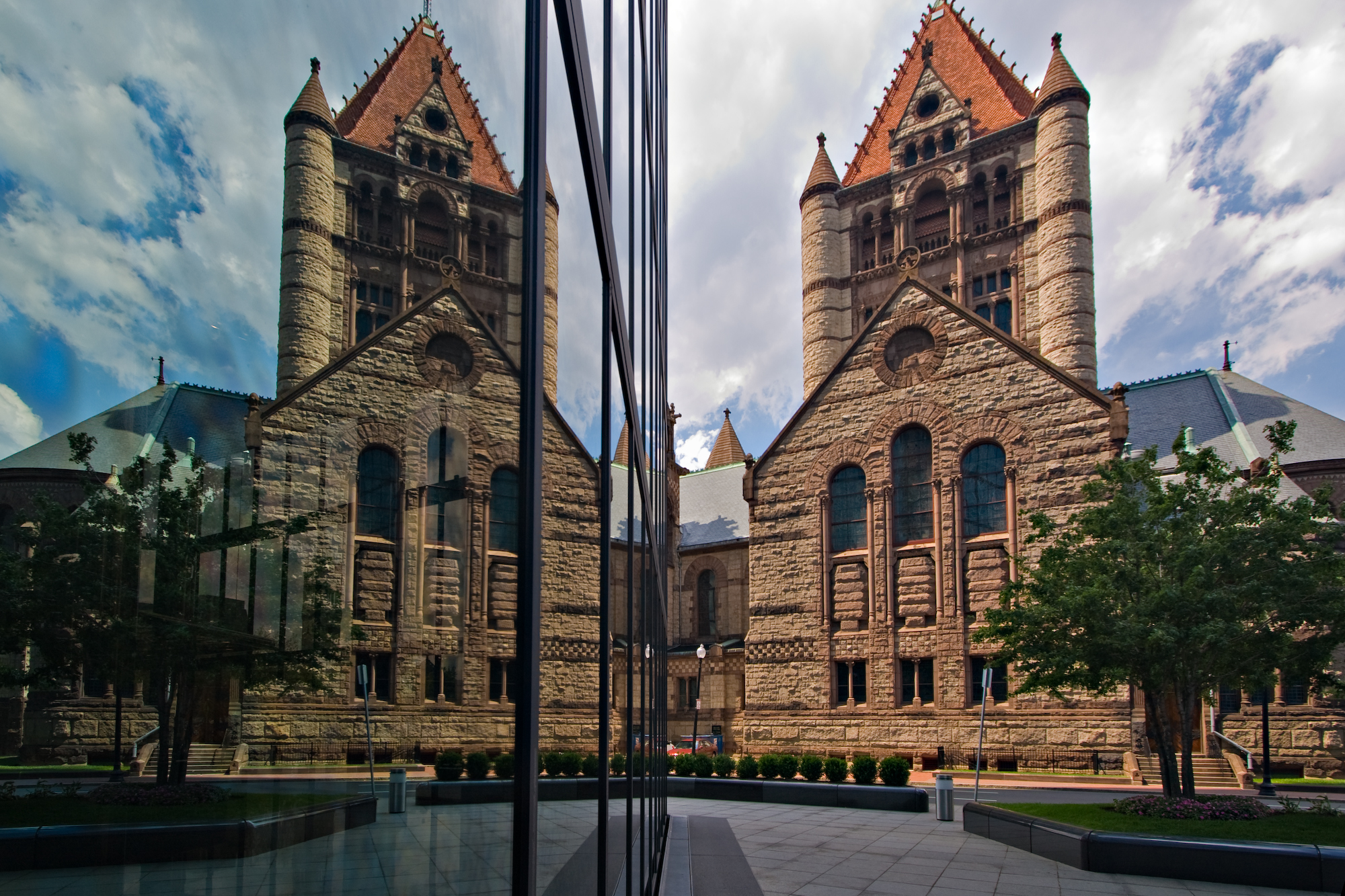
Die Trinity Church spiegelt sich in der Fassade des John Hancock Tower (2007)